# Paleodictyon nodosum

A Paleodictyon nodosum é uma espécie de criatura marinha extinta há cerca de 50 milhões de anos.